# Aldeia Galega da Merceana
Aldeia Galega da Merceana era una freguesia portuguesa del municipio de Alenquer, distrito de Lisboa.

## Historia
Fue suprimida el 28 de enero  de 2013, en aplicación de una resolución de la Asamblea de la República portuguesa promulgada el 16 de enero de 2013 al unirse con la freguesia de Aldeia Gavinha, formando la nueva freguesia de Aldeia Galega da Merceana e Aldeia Gavinha.